# Безмолвная схватка
«Безмолвная схватка» — кинофильм.

## Сюжет
После того, как его пациент-ребёнок с аутизмом покончил жизнь самоубийством, доктор Рэйнер ушёл на пенсию. Через некоторое время шериф местной полиции Майкл Риверз (Дж. Т. Уолш) просит Рэйнера о помощи в работе с девятилетним мальчиком Тимом Уорденом (Бен Фолкнер), больным аутизмом. По предварительной версии полиции, мальчик был свидетелем убийства своих родителей, однако мальчик подозревается в том, что именно он совершил убийство. Рэйнер долго раздумывает над тем, принять ли участие в расследовании этого дела, однако вскоре он узнаёт, что другой психолог доктор Харлингер (Джон Литгоу) собирается применить наркотики для того, чтобы выпытать у мальчика правду об убийстве. Узнав об этом, Рэйнер сразу же решает взяться за дело. Когда полиция прибыла на место преступления, мальчик был в комнате с родителями и размахивал окровавленным ножом, а его сестра-подросток Сильвия (Лив Тайлер) сидела съёжившись в туалете. Так как девочка ничего не видела и не может дать никакой информации, Рэйнер начинает работу с мальчиком. Он пытается вывести его на открытый разговор, опираясь на тот факт, что люди, больные аутизмом, обладают хорошей памятью и используют механический способ запоминания. Он также входит в доверие к испуганной Сильвии и постепенно погружается в историю этих двух детей.

## В ролях
- Ричард Дрейфусс — доктор Джек Райнер
- Линда Хэмилтон — Карен Райнер
- Джон Литгоу — доктор Рене Харлингер
- Лив Тайлер — Сильвия Уорден
- Джей Ти Уолш — шериф Майкл Риверз